# Triángulo de auscultación
El triángulo de la auscultación es un adelgazamiento relativo de la musculatura de la espalda, situada a lo largo del borde medial de la escápula.

## Límites
Sus límites son:
- Por su parte superior y medial, la parte inferior del trapecio
- Por su parte inferior, el dorsal ancho
- Por su lateral, por el borde medial de la escápula

El suelo superficial del triángulo está formada por la parte lateral de los músculos erectores de la columna. Profundo de estos músculos son las partes óseas de la 6.ª y 7.ª costillas y los músculos intercostales internos y externos.
Típicamente, el triángulo de auscultación está cubierto por la escápula. Para exponer mejor el triángulo y escuchar los sonidos respiratorios con un estetoscopio, a los pacientes se les pide a doblar sus brazos sobre su pecho, girando lateralmente las escápulas, mientras que inclinarse hacia delante en el maletero, algo parecido a una posición fetal.

## Importancia clínica
El tiangulo de auscultacion es útil para realizar evaluaciones utilizando auscultacion pulmonar y procedimientos torácicos. Debido al relativo adelgazamiento de la musculatura de la espalda en el triángulo, la pared torácica posterior está más cerca de la superficie de la piel, por lo que los sonidos respiratorios pueden ser escuchados más claramente con un estetoscopio.
Típicamente, el triángulo de auscultación está cubierto por el omóplato. Para exponer mejor el piso del triángulo sobre la pared torácica posterior en el sexto y séptimo espacio intercostal, se le pide al paciente que doble sus brazos sobre su pecho, girando lateralmente los omóplatos, mientras inclina el tronco hacia adelante, de forma parecida a la posición fetal.
El triángulo de auscultación puede ser utilizado como vía de acceso quirúrgico. También se puede usar para un bloqueo nervioso conocido como bloqueo del nervio intercostal romboide, que se puede usar para aliviar el dolor después de una fractura de costilla.